# Ятрышник прованский
Ятрышник прованский, или Ятрышник провансальский (лат. Orchis provincialis) — вид многолетних травянистых растений рода Ятрышник (Orchis) семейства Орхидные (Orchidaceae).

## Ботаническое описание
Корнеклубневый травянистый поликарпик. Высота – 15–35 см. Стебель при основании с 3–7 узколанцетными тупыми листьями. Листья сверху покрыты коричнево-фиолетовыми пятнами. Выше листьев – 2–3 заостренных листовых влагалища. Корнеклубни продолговато-яйцевидные или эллипсоидальные. Соцветие – редкий цилиндрический колос из 5–18 цветков. Прицветники ланцетные, заостренные, нижние с тремя жилками, верхние с одной. Цветки светло-желтого или беловато-кремового цвета. Боковые листочки наружного круга околоцветника яйцевидно-ланцетные, средний – продолговатый, на верхушке вогнутый в виде колпачка. Боковые листочки внутреннего круга яйцевидно-продолговатые, тупые, на верхушке едва заметно выпуклые, вместе со средним наружным листочком образуют шлем. Губа в очертании почти круглая, но плоско сложенная вдоль, трехлопастная, с почти квадратной, слегка выемчатой средней лопастью и треугольными туповатыми боковыми. Шпора в основании губы тупая, до 18 мм длиной.
Цветет в апреле–мае, семена созревают в июне.

## Классификация

### Таксономическое положение
Вид Ятрышник прованский входит в род Ятрышник (Orchis) трибы Ятрышниковые (Orchideae) подсемейства Орхидные (Orchidoideae) семейства Орхидные (Orchidaceae) порядка Спаржецветные (Asparagales).
|  |                       |  |                                                         |                                                         |                       |  | ещё четыре подсемейства | ещё четыре подсемейства |                                |  |  |  | ещё семнадцать родов | ещё семнадцать родов    |  |  |
|  |                       |  |                                                         |                                                         |                       |  | ещё четыре подсемейства | ещё четыре подсемейства |                                |  |  |  | ещё семнадцать родов | ещё семнадцать родов    |  |  |
|  |                       |  |                                                         | семейство Орхидные                                      |                       |  |                         |                         | триба Ятрышниковые (Orchideae) |  |  |  |                      | вид Ятрышник прованский |  |  |
|  |                       |  |                                                         | семейство Орхидные                                      |                       |  |                         |                         | триба Ятрышниковые (Orchideae) |  |  |  |                      | вид Ятрышник прованский |  |  |
|  | порядок Спаржецветные |  |                                                         |                                                         | подсемейство Орхидные |  |                         |                         | род Ятрышник                   |  |  |  |                      |                         |  |  |
|  | порядок Спаржецветные |  |                                                         |                                                         |                       |  |                         |                         |                                |  |  |  |                      |                         |  |  |
|  |                       |  | ещё двадцать четыре семейства (согласно Системе APG II) | ещё двадцать четыре семейства (согласно Системе APG II) |                       |  |                         | ещё двадцать две трибы  | ещё двадцать две трибы         |  |  |  | ещё 60 видов         |                         |  |  |
|  |                       |  |                                                         | ещё двадцать четыре семейства (согласно Системе APG II) |                       |  |                         |                         | ещё двадцать две трибы         |  |  |  |                      |                         |  |  |

### Синонимы
По данным Catalogue of Life (англ.):
- Androrchis provincialis (Balb. ex Lam. & DC.) D.Tyteca & E.Klein
- Androrchis provincialis var. rubra (Chabert) W.Foelsche & Jakely
- Androrchis provincialis var. variegata (Chabert) W.Foelsche & Jakely
- Orchis cyrilli Ten.
- Orchis leucostachya Griseb.
- Orchis mascula Alsch., nom.illeg.
- Orchis morio var. provincialis (Balb. ex Lam. & DC.) Pollini
- Orchis olbiensis Ardoino ex Moggr., nom.illeg.
- Orchis pallens Savi, nom.illeg.
- Orchis pauciflora var. pseudopallens (Tod.) Nyman
- Orchis provincialis var. leucostachya (Griseb.) Nyman
- Orchis provincialis var. rubra Chabert
- Orchis provincialis var. variegata Chabert
- Orchis pseudopallens Tod.

### Гибриды
Известные гибриды:

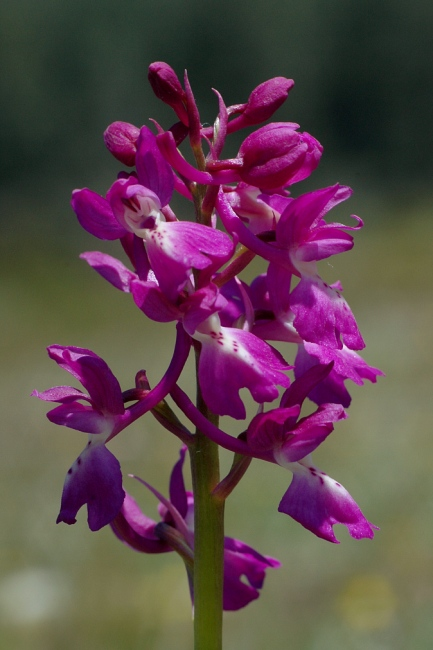
Orchis × penzigiana

- Orchis × penzigiana A. Camus (Orchis mascula × Orchis provincialis)
- Orchis × jailae Soó (Orchis mascula ssp.signifera × Orchis provincialis)
- Orchis × permixta Soó (Orchis mascula ssp.signifera × Orchis pallens × Orchis provincialis)
- Orchis × plessidiaca Renz. (Orchis pallens × Orchis provincialis)

## Распространение
Вид распространен в Южной и Юго-Восточной Европе, Средиземноморье, Юго-Западной Азии (Турция) и Абхазии. В России произрастает только на территории Краснодарского края.

## Охранный статус
Вид занесен в Красные книги Украины, России, Республики Крым, Краснодарского края и города Севастополь. Ятрышник прованский включен в приложение II конвенции CITES.

## Применение
Декоративное и лекарственное растение.